# سرکوب خیزش ۱۴۰۱ شهرهای کردنشین ایران
سرکوب خیزش ۱۴۰۱ شهرهای کردنشین ایران در جریان خیزش ۱۴۰۱ ایران (به‌ویژه در اواخر آبان و اوایل آذر ۱۴۰۱) با حمله مسلحانه گسترده نیروهای وابسته به نظام جمهوری اسلامی ایران در مناطق کردنشین ایران یعنی کرمانشاه، کردستان، ایلام و آذربایجان غربی انجام شد.
این حملات توسط سپاه پاسداران  انقلاب اسلامی پس از سخنرانی ۲۸ آبان خامنه‌ای انجام شد. نیروهای سپاه پاسداران و گروه‌های وابسته به آن در این حملات دست به قتل‌عام مردم زدند و در شهرها با تانک، هلی‌کوپترهای نظامی و اسلحه‌های جنگی به ساختمان‌های مسکونی حمله کردند.
برخی منابع خبری، قتل‌عام در بعضی از شهرها مانند جوانرود کرمانشاه و مهاباد بالا بودن تعداد کشته‌شدگان در طی چند روز را گزارش کردند.

## پیش‌زمینه
در ادامه سرکوب خیزش ۱۴۰۱ ایران - که از ۲۵ شهریور ۱۴۰۱ و با کشته‌شدن یک دختر کرد به نام ژینا امینی توسط گشت ارشاد آغاز شد- و پس از سخنرانی و دستور خامنه‌ای در ۲۸ آبان ۱۴۰۱ مبنی بر «جمع‌کردن بساط شرارت» (سرکوب کامل خیزش)، سرکوبگری‌های نیروهای حکومتی در مناطق غربی و کُردنشین ایران به‌ویژه در استان‌های شمال استان ایلام
کردستان، کرمانشاه و آذربایجان غربی افزایش چشمگیری یافت به طوری که دست‌کم ۵۰ شهروند معترض به‌دست نیروهای امنیتی کشته شدند.

## حملات سپاه
پس از اوج گرفتن خیزش و نیز صدور دستور سرکوب از سوی خامنه‌ای، نیروهای سپاه پاسداران انقلاب اسلامی بعد از اعلام حکومت نظامی، با کلاشنیکوف، ژ ۳، شات‌گان، دوشکا، تیربار سنگین W85، خودروهای نظامی، تانک، هلیکوپتر و گاز شیمیایی فلج‌کننده اعصاب (هگزاکلروات) به استان کردستان و استان کرمانشاه و شهرهای کردنشین (آذربایجان غربی) حملات شدیدی کرد.
حکومت جمهوری اسلامی در تلاش است تا با ایجاد رعب و وحشت در میان مردم و یک قتل‌عام وسیع، خیزش مردمی از بین ببرد.

### حکومت نظامی
سپاه پاسداران از بلندگوهای مساجد اعلام کرده است که از ساعت ۹ شب تا ۹ صبح، حکومت نظامی است و هیچ‌کسی حق بیرون آمدن از خانه را ندارد.

### ۲۸ آبان
پس از قطع برق شهر، نیروهای سپاهی حکومت در ۲۸ آبان و در هنگام شب با سلاح‌های جنگی و خودروهای زرهی، ابتدا وارد شهر مهاباد شدند و بی‌وقفه به مردم معترض در خیابان‌ها و حتی به سمت منازل شلیک کردند و با آسیب‌زدن و ویران‌کردن مغازه‌ها و خانه‌ها، از جمله، در شهرک ویلاشهر سنندج، خسارات زیادی به مردم وارد کردند.
بعد از سنگربندی معترضان در مهاباد، نیروهای سپاه پاسداران انقلاب اسلامی با خودروهای نظامی و هلیکوپتر… به آنجا نیز حمله کرده و تعداد زیادی از مردم را در سه راه شیلان سرکوب کردند.
دانشگاه‌های سنندج که در هفته‌های گذشته، بارها هدف حمله نیروهای امنیتی قرار گرفته بود، در روز و شب ۲۸ آبان ۱۴۰۱ نیز مورد یورش قرار گرفت. به سوی دانشجویان، گاز اشک‌آور و گلوله ساچمه‌ای شلیک کردند. رحمت صادقی، رئیس دانشگاه سنندج در اعتراض به سرکوب دانشجویان از مقام خود استعفاء کرد.

### ۲۹ آبان
بنا بر گزارش‌هایی، سپاه در شهر جوانرود نیز شروع به قتل‌عام کرد. در نتیجهٔ تیراندازی‌های نیروهای حکومتی در جوانرود و در شامگاه ۲۹ آبان ۱۴۰۱، چند تن، از جمله، یک نوجوان ۱۶ ساله به نام بهاءالدین ویسی کشته شد و برادرش به نام نجم‌الدین - که به‌شدت، مجروح شده بود - توسط نیروهای حکومتی ربوده شد. سازمان حقوق بشری هه‌نگاو کردستان با انتشار ویدیویی از حضور نیروهای حمله نظامی سپاه نبی اکرم کرمانشاه در حمله به شهروندان در جوانرود خبر داد. این نیروها با فریاد الله اکبر و رگبار سنگین سلاح‌های جنگی به این شهر حمله کردند.
گروهی از معترضان در عبدل‌آباد (یکی از مناطق جنوب تهران) در مراسم یادبود حمیدرضا روحی در گورستان بهشت زهرا، شعارهایی همچون: «مهاباد، کردستان، سنگر کل ایران»، «قسم به خون یاران، ایستاده‌ایم تا پایان» و «کردستان، زاهدان، باغیرتانِ ایران» در حمایت از مناطق کردنشین دادند که نیروهای امنیتی با گلوله و نیز گاز اشک‌آور، به آنان حمله کرده و برخی شان را بازداشت کردند.

### ۳۰ آبان
در ۳۰ آبان ۱۴۰۱ و پس از بازگشت مردم از مراسم خاک‌سپاری عرفان کاکایی و بهاءالدین ویسی، نیروهای امنیتی، جمعیت بزرگی را که با دوشکا به رگبار گلوله بستند که هنوز از ابعاد و حجم کشتار در جوانرود، اطلاعات دقیق و کاملی در دست نیست. قطع گسترده اینترنت و دسترسی‌نداشتن به منابع نزدیک به فعالان کُرد، نگرانی‌ها از سرکوب دوبارهٔ معترضان در این شهر را افزایش داده است.
تنها در جوانرود، به‌ویژه در میدان فلسطین، تعدادی کشته و دست‌کم ده‌ها نفر زخمی شدند. تصاویر انتشار یافته از جوانرود - که به میدان جنگ، شباهت دارد - گویای سرکوب خونین معترضان است.
به‌طور هم‌زمان در پیران‌شهر نیز بر اثر به‌رگبار بسته شدن مردم، چند نفر، از جمله، یک نوجوان ۱۶ ساله به نام کاروان قادر شکری کشته شدند. همچنین در هنگام انتقال پیکر کاروان قادر شکری به روستای شین‌آباد، نیروهای حکومتی مردم را به رگبار بستند که منجر به کشته شدن برخی از مردم شد.
همچنین در شهرهای سنندج، مریوان، دیوان‌دره، پیرانشهر و مهاباد نیز با سلاح‌های جنگی به مردم شلیک کرده و حتی آن‌ها را به رگبار بستند.
در ۳۰ آبان ۱۴۰۱ نیز سپاه پاسداران با خودرو زره‌پوش رزمی و هلیکوپتر... به مناطق کردنشین حمله کرد و به گفته برخی از شاهدان عینی، مأموران حکومت با استفاده از سلاح نیمه‌سنگینی مثل دوشکا به جوانان و زنان شلیک کردند. در طی سه روز (از ۲۸ تا ۱ آذر) بر اثر حملات سنگین جمهوری اسلامی در شهرهای کردنشین، تلفات و خسارات زیادی ایجاد شد که این حملات، همچنان ادامه دارد.

#### حمله به کردهای ایرانی مقیم عراق
نیروهای سپاهی جمهوری اسلامی در ۳۰ آبان ۱۴۰۱ و هم‌زمان با حمله به کردستان ایران، با حملات پهپادی، موشکی و توپخانهای به مقرهای دو حزب کُرد ایرانی یعنی حزب دموکرات و کومله زحمتکشان کردستان در کردستان عراق نیز حمله کردند که البته این، سومین موج حملات موشکی و پهپادی جمهوری اسلامی به مقرهای احزاب کرد ایرانی در مهر و آبان ۱۴۰۱ بود و در پی این حملات، ۲۱ نفر کشته شدند.

#### سنگرسازی در دانشگاه
دانشجویان دانشگاه آزاد سنندج هم در ۲۸ آبان برای مقابله با گاز اشک‌آور و گلوله، سنگر ساختند.

#### ربودن زخمیان
برخی از زخمی‌شدگان به‌دست نیروهای امنیتی ربوده شده و وضعیت سلامتی‌شان با خطر جدی روبه‌روست.

#### حمله به خودروهای انتقال خون
نیروهای امنیتی در برخی از شهرهای کرمانشاه، از جمله، روانسر، خودروهای حامل کیسه‌های خون را - که از بانک خون کرمانشاه به مقصد جوانرود در حرکت بوده - به رگبار بسته و مانع از انتقال خون به بیمارستان جوانرود شدند.
همچنین سپاه پاسداران با ربودن وسایل خون‌گیری در بیمارستان حضرت رسول مانع اهدای خون شهروندان جوانرودی شدند؛ در حالی که بیمارستان از همه مردم درخواست اهدای خون برای زنده‌نگهداشتن زخمی‌ها کرده بود.

#### حمله به ساختمان سپاه و برخی مراکز حکومتی
پس از کشته‌شدن برخی از معترضان دیگر، مردم به منزل امام جمعه، دفتر نماینده کامیاران در مجلس شورای اسلامی و نیز مرکز بزرگ اسلامی در دیوان‌دره حمله کردند.
در موموری (استان ایلام) نیز مردم معترض در ۲۸ آبان، قسمت‌هایی از ساختمان بخشداری، شهرداری، بانک‌های عامل، جهاد کشاورزی و اداره پست را به آتش کشیدند و ساختمان سپاه پاسداران حمله کردند. در این شهر نیز نیروهای سرکوب به سوی معترضان، گاز اشک‌آور و گلوله، شلیک کرده و چند تن را مجروح کردند.
در سرابله (ایلام) هم معترضان به برخی از بانک‌ها و اماکن دولتی یورش بردند.

### ۱ و ۲ آذر
به گزارش سازمان حقوق بشری هه‌نگاو، در طی روزهای گذشته، نیروهای حکومتی از ساعت ۲ تا ۵ بامداد به خانه‌های شهروندان هجوم برده و پس از تخریب منازل و خودروها، وسایل داخل خانه، طلا و زیورآلات و نیز موبایل افراد را با خود برده‌اند.
مردم شهرهای مختلف استان‌های کردستان، آذربایجان غربی و کرمانشاه، پس از کشتار گسترده در جوانرود، یک‌پارچه و در حمایت از خیزش، اعتصاب کردند که این، هشتمین اعتصاب گسترده در (مناطق کردنشین ایران به‌ویژه) کردستان از زمان آغاز خیزش ۱۴۰۱ است.

### ۳ آذر
در ۳ آذر ۱۴۰۱، کاسبان در بیش از ۲۰ شهر، همچون: سیستان و بلوچستان، مشهد، اصفهان، تهران، ارومیه و دزفول... در حمایت از خیزش کُردها اعتصاب کردند.
کسبه در شهرهای کردنشین، همچون: سرپل ذهاب، سرابله، کنگاور، هرسین، اسلام‌آبادغرب، گیلانغرب، صحنه، پاوه، آبدانان، روانسر، جوانرود، کرمانشاه، ثلاث باباجانی،کامیاران، سنندج، قروه، مریوان، بیجار بانه، سقز دیوان‌دره، دهگلان، ارومیه، بوکان، نقده، مهاباد، پیران‌شهر، سردشت و اشنویه... نیز اعتصاب کردند.

### دی و بهمن
بنا به گزارش سازمان حقوق بشری هه‌نگاو، با تداوم جو امنیتی در شهرهای کردنشین، (دست‌کم) ۱۸۲ شهروند کُرد به دست مأموران اداره اطلاعات و سازمان اطلاعات سپاه بازداشت یا ربوده شدند. بر طبق این گزارش، ۱۲ فعال زن، ۱۴ کودک و نوجوان (زیر ۱۸ سال)، ۹ دانشجو، و ۶ استاد دانشگاه، از بازداشت‌شدگان هستند.

## گستره جغرافیایی
- استان کردستان:
  - سنندج[۳]
  - قروه
  - دیوان‌دره[۳]
  - سقز[۳]
  - بیجار[۳]
  - کامیاران[۳]
  - مریوان[۳]
  - دهگلان[۳]
  - بانه[۳]
- استان کرمانشاه:
  - کرمانشاه
  - اسلام‌آبادغرب
  - گیلانغرب
  - کنگاور
  - جوانرود[۳]
  - گیلان‌غرب[۳]
  - روانسر[۳۶]
  - ثلاث باباجانی[۳۷]
  - پاوه[۳۷]
- استان آذربایجان غربی:
  - بوکان[۳]
  - مهاباد[۳]
  - پیرانشهر[۳]
  - سردشت[۳]
  - ربط[۳۷]
  - تکاب[۳۷]
- استان ایلام:
  - سرابله[۳۰]
  - مورموری[۳۰]

## آمار کشته‌ها، زخمی‌ها، ربوده‌شدگان و بازداشت‌شدگان

### بازداشت‌شدگان
نیروهای حکومتی تعداد زیادی از مردم و جوانان کُرد را بازداشت کردند.
- در ۲۹ آبان ۱۴۰۱، انور گوران، آریان گوران، کاوه عزیزی و یونس محمودی آذر، پس از بازداشت‌شدن به مکان نامعلومی منتقل شدند و نیز دیاکو خوزستانی، فایق حسین‌پور، مختار عماره، سینا ایازی و جواد آیاتی، قادر احمدی و میرمحمد امینی… بازداشت شدند.[۳۸]
- پیش‌تر نیز افرادی به نام‌های آرام محمدرحیمی، فاروق محمدرحیمی، کامران مؤمنی و فرزندش ظاهر مؤمنی نیز دستگیر شده بودند.[۳۸]
- در ۱ آذر ۱۴۰۱ نیز هیدی ناظمی و پیام منصوری در خانه خود، توسط نیروهای حکومتی بازداشت شدند.[۳۸]
- در دی و بهمن ۱۴۰۱، (دست‌کم) ۱۸۲ شهروند کُرد، از جمله، ۱۲ فعال زن، ۱۴ کودک و نوجوان (زیر ۱۸ سال)، ۹ دانشجو، و ۶ استاد دانشگاه به دست مأموران امنیتی بازداشت یا ربوده شدند.[۳۹]

### کودکان و نوجوانان ربوده شده
سازمان حقوق بشری هه‌نگاو اسامی ۱۸۶ کودک و نوجوان کُرد (۱۵۴ پسر و ۳۲ دختر) را که در جریان خیزش ۱۴۰۱ ایران به دست نیروهای امنیتی جمهوری اسلامی ربوده شده‌اند منتشر کرد که برخی از آنان به چند سال حبس و ۷۴ ضربه شلاق و نیز جریمه مالی محکوم شدند.

### زخمیان
گزارش‌های تأیید شده حاکی از زخمی و مفقود شدن صدها تن در شهر بوکان… است که زخمی‌ها از ترس ربوده‌شدن در خارج از مراکز درمانی درمان شده و نیاز شدید به خون و دارو و جراحی دارند.
- تنها در شهر بوکان بیش از ۳۰۰ تن زخمی شده‌اند.[۴۳]
- بیش از ۱۰۰ نفر نیز در شهر جوانرود زخمی شده‌اند که وضعیت جسمی برخی از آن‌ها وخیم گزارش شده است.[۴۴]
- در مهاباد بیش از ۲۰۰ تن زخمی شدند که برخی از آنها پیکرشان را سپاه ربود و حال چندین تن وخیم گزارش شده است.

### کشته‌شدگان
نام‌های ۶۷ تن از کشته‌شدگان (آمار اصلی در دسترس نیست) به تفکیک شهر، عبارت است از:
- کرمانشاه: مینو مجیدی، سینا نادری، آرمین سعیدی، رامین کرمی، افشین آشام، آیناز جواهری، رضا شهپرنیا، امیر حسین بساطی، حسین محمدی، کوروش پاژخ، فرهاد خسروی و …
- ایلام: محسن قیصری
- بوکان: دست‌کم ۲۳ نفر؛[۴۵] همچون: سالار مجاور، اسعد رحیمی، محمد حسن‌زاده، سامان قادربیگی، مصطفی شعبانی، غفور مولودی، هژار مام خسروی، هیوا جان‌جان، امجد عنایتی، میلاد معروفی، سلیمان شکری و شهریار محمدی[۳] و سعید شاهرخی… و همچنین پیکر نزدیک به ۱۰ شهروند در سردخانه بیمارستان قلی‌پور بوکان است که نیروهی امنیتی مانع آشکار شدن هویتشان شده‌اند.[۴۶]
- جوانرود: بهاءالدین ویسی (۱۶ ساله)، عرفان کاکایی (آموزگار)، مسعود تیموری، اسماعیل گل‌عنبر، تحسین میری، جمال اعظمی، جوهر فتاحی،[۳][۴۷] حسام حسینی و نیز ۷ نفر دیگر (که نامشان اعلام نشده است)، از جمله، یک دختر که پیکرش را سپاه ربود.[۴۸]
- سنندج: زانیار الله‌مرادی، عیسی بیگلری، شاهو بهمنی، آرام حبیبی، امید حسنی، فرهاد خسروی و حسین عبدپناه.[۳]
- مهاباد:اسماعیل (سمکو) مولودی، زانیار ابوبکری، شاهو خضری، کبری شیخه سقا، فرشته احمدی، مسعود احمدزاده، هاجر عباسی آزاد حسین‌پور، محمد احمدی گاگش، مهران رحمانی، کمال احمدپور، ریباز (ایوب) صالحی وند، شمال خدیری پور و شورش (سلیمان) نیکنام.[۳]
- پیرانشهر: امیر فراستی‌شاد، کاروان قادر شکری (کاروان قادری، ۱۶ ساله)،[۴۹] طاهر عزیزی، جلال قربانی، حیدر محالی و کومار درافتاده (نوجوان ۱۶ساله).[۳]
- دیوان‌دره: جمشید فتحی، حبیب‌الله فتحی و هیوا سواری.[۳]
- سقز: دانیال پابندی و عبدالرحمن بختیاری.[۳]
- کامیاران: فؤاد محمدی و برهان کرمی.[۳]
- مریوان: ستار رحیمی.[۳]
- دهگلان: محسن نیازی.[۳]
- سردشت: آسو قادری.[۳]
- گیلان‌غرب: اردلان قاسمی.[۳]
- بانه: مطلب سعیدپیرو.

#### خاک‌سپاری پنهانی و بدون احراز هویت
بنا به گزارش‌هایی، پیکر برخی از کشته‌شدگان، پنهانی و بدون ثبت و احراز هویت، دفن شده‌اند.

#### آمار کلی

##### کشته‌شدگان
تا آذر و در جریان خیزش ۱۴۰۱ ایران، دست‌کم صد و چند ده کُرد توسط حکومت جمهوری اسلامی کشته شدند:
- استان آذربایجان غربی: ۴۷ تن[۵۲]
- استان کردستان: ۳۸ تن[۵۲]
- استان کرمانشاه: ۳۷ تن[۵۲][۵۱]
- استان ایلام: ۵ تن[۵۱]
- استان‌های دیگر: ۱۵ تن[۵۲]
- اقلیم کردستان عراق: ۲۱ تن (کردهای ایرانی مقیم عراق)[۵۱]
- جمع تلفات: ۱۶۳؛ از جمله، ۵ زن و ۱۱ کودک و نوجوان.

##### زخمی‌شدگان
تنها در ۸۰ روز نخست خیزش ۱۴۰۱ ایران، در ۴۷ شهر کردستان، بیش از ۸٫۰۰۰ هزار نفر زخمی (۴۰ نفر در وضعیت وخیم) شدند.

##### بازداشت‌شدگان
۶٫۵۰۰ نفر، از جمله، ۱۷۱ زن و ۱۳۸ کودک بازداشت شدند.

## شعارهای معترضان (به ترتیب الفبا)
- ئازادی خوێنی ده‌وێ؛ رۆلهٔ نه‌ترسی ده‌وێ (آزادی خون می‌خواهد؛ فرزندِ نترس می‌خواهد) (شعار زنان معترض)[۵۳]
- این آخرین کلامه؛ هدف کل نظامه.[۱۲]
- بهاءالدین قاره‌مانه، شه‌هیدی کوردستانه (بهاالدینِ قهرمان، شهیدِ کردستان).[۵۴]
- سقز تنها نیست، کرمانشاه پشتیبان آن است.
- بوکان تنها نیست، مهاباد پشتیبانش است.[نیازمند منبع]
- جوانرود تنها نیست؛ ثلاث پشتیبان آن است.[۵۵]
- جوانرود تنها نیست؛ سقز پشتیبان آن است.[۵۵]
- تاکوو کوردێک بمێنێ، کوردستانیش ده‌مێنێ (حتی اگر یک کرد بماند، کردستان باقی می‌ماند)[۵۶]
- دایه مه‌گری بۆ رۆله شه‌رتبێ بستێنن تۆله (مادر گریه نکن برای فرزندت؛ عهد می‌بندم بگیرم انتقامش را)[۵۷]
- ژن، ژیان، ئازادی (زن، زندگی، آزادی).[۵۶]
- شه‌هید نامرێ (شهید نمی‌میرد)[۵۸]
- قاسملوو قاسملوو رێگات درێژهٔ هه‌یه (قاسملو قاسملو راهت ادامه دارد)[۵۷]
- کُرد، بلوچ و آذری؛ آزادی و برابری.[۵۸]
- کردستان، کردستان، گورستان فاشیست‌ها (نیروهای جمهوری اسلامی).[۵۶][۵۹]
- کشته شده صد نفر؛ تیم ملی‌شون رفته قطر.[۵۹]
- مرگ بر خامنه‌ای.[۶۰]
- مرگ بر دیکتاتور.[۱۲]
- مرگ بر سپاهی.[۵۶]
- مرگ بر جمهوری اسلامی.[۵۴]
- مرگ بر جاش (خیانتکار به ملت کرد).[۵۴]
- مهاباد تنها نیست؛ یارسان پشتش است.[۵۵]
- مهاباد، کردستان، تنها نیست؛ کُرد، پشتیبان آن‌هاست.[۵۹]
- مهاباد تنها نیست، سقز پشتیبانش است

## واکنش‌ها
- «سازمان حقوق بشر ایران» از سازمان ملل متحد و شورای امنیت و ارگان‌های مدافع حقوق بشر خواستار اقدام فوری برای متوقف کردن حکومت جمهوری اسلامی و سپاه پاسداران در «کشتار مردم بی‌دفاع در شهرهای استان کردستان» شد.[۶]
- وزارت خزانه‌داری آمریکا سه نفر از مسئولان جمهوری اسلامی در استان کردستان به نام‌های حسن عسگری، فرماندار سنندج، علی‌رضا مرادی، فرمانده نیروی انتظامی سنندج و نیز محمدتقی اصانلو، فرمانده حوزه غرب سپاه پاسداران انقلاب اسلامی را به دلیل نقششان در سرکوب خشونت‌بار معترضان ایرانی تحریم کرد.[۶۱][۶۲]
- کانون نویسندگان ایران در ۲ آذر ۱۴۰۱ در بیانیه‌ای سرکوب «سازمان‌یافته» مردم معترض ایران و به‌ویژه شهرهای کردنشین به‌دست نیروهای جمهوری اسلامی را محکوم کرد.[۶۳]

در بیانیه این کانون آمده است: «آنچه امروز بر مردم کُرد می‌گذرد ادامه سال‌ها سرکوب و شکنجه سیستماتیک حاکمیتی چهل‌وچندساله است که با اقلیت‌ستیزی و ایجاد ناامنی و دستگیری و اعدام مخالفان، سعی در یکپارچه‌سازی زبان و باورهای مذهبی و آئینی دارد…؛ مناطق کردنشین ایران - که در روزهای اخیر یکی از پرشورترین صحنه‌های مقاومت مردمی را در جنبش آزادی‌خواهی رقم زده بودند - اکنون به عرصه فجیع‌ترین سرکوب‌های حکومتی بدل شده‌اند».
این کانون در بیانیه خود، یادآور شد که حکومت جمهوری اسلامی از «تفرقه‌افکنی، عوام‌فریبی و اتهام بی‌اساس و نخ‌نمای تجزیه‌طلبی تا بازداشت و کشتار مردم بی‌دفاع» به‌عنوان حربه برای سرکوب و به خاک و خون کشیدن معترضان به‌ویژه در بلوچستان و شهرهای کردنشین بهره می‌برد. کانون نویسندگان ایران در پایان، از آزادی‌خواهان ایران و سراسر جهان خواسته است که در برابر کشتار، سکوت نکنند و صدای معترضان را به گوش جهانیان برسانند.